# Karim Jebari
Karim Jebari, född 10 april 1982, är en svensk filosof och forskare vid Institutet för framtidsstudier. År 2014 disputerade han i filosofi vid KTH med avhandlingen Human Enhancement and Technological Uncertainty: Essays on the Promise and Peril of Emerging Technology. Som doktorand sammanställde han också citatsamlingen Människans visdom, innehållande citat från filosofer, religionsgrundare och författare 1000 f.Kr. till 2000 e.Kr., som gavs ut på Fri tanke förlag år 2010. Efter att ha färdigställt sin avhandling anställdes han som forskare vid Institutet för framtidsstudier.
En stor del av Jebaris forskning har handlat om transhumanism och mänsklig förbättring (human enhancement). På detta område har han bland annat publicerat om brain-machine interface-teknologi. Han har också intresserat sig för existentiella risker och effektiv altruism.
Jebari har synts i medier såsom Dagens Nyheter, Aftonbladet och Sveriges Radio. Han är styrelseledamot i Nätverket för Evidensbaserad Policy och var en av undertecknarna av föreningens uppmärksammade artikel i Dagens Nyheter. Utöver det verkar han som husfilosof vid Kungliga Operan och ledamot i Konstfacks etiska råd.